# Otematata (rivière)
La rivière Otematata  (en anglais : Otematata River) est un cours d’eau  de la région de North Otago dans l’Île du Sud de la Nouvelle-Zélande.

## Géographie
Elle prend naissance à l’Ouest de la chaîne de ‘Kohurau’ et  s’écoule vers le nord  pour se déverser dans le lac Aviemore à l’est de la ville d’ Otematata.